# Сефер га-Яшар (мидраш)

Обложка венецианского издания (1625)

«Сефер га-Яшар» (ивр. ספר הישר‎ «сефер ха-яшар» — «Книга Праведного», также «Книга Яшер») — одно из позднейших произведений мидрашитской агады, известное также под заглавиями «Толдот Адам» (др.-евр. - תולדות אדם «История (порождение) Адама») или «Диврей ха-ямим ха-арох» (др.-евр. - «Длинная хроника»); излагает историю евреев от Адама до эпохи Судей. Автор неизвестен, первое издание вышло, по-видимому, в XVII веке в Италии.
Своё название берёт от «Книги Праведного» — утраченной древнееврейской книге, упоминаемой два раза в Танахе / Библии: Книга Иисуса Навина, 10:13 и Вторая книга царств, 1:18.

## Содержание
Три четверти книги посвящены домоисееву периоду, почти вся последняя часть  времени пророка  Моисея и лишь три последние страницы позднейшей истории.
В изложение ветхозаветных событий вставлены целые рассказы, аналогов которых нет в предшествующей талмудической и мидрашитской литературе. Значительно дополнена библейская генеалогическая таблица: происхождение Сеира Хорреянина (Хорита; Seir the Horite), которое, по словам Ибн-Эзры, покрыто неизвестностью, объясняется в «Сефер га-Яшаре» таким образом, что Сеир является сыном Гура (Hur), внуком Гори (Hori) и правнуком Каинана.
Подробно описана жизнь Авраама, сообщается ο появлении звезды при его рождении, ο его двух путешествиях к сыну Ишмаэлю / Исмаилу, ο последних днях Сарры и торжественных похоронах последней, на которых присутствовали не только Сим (др.-евр.: שם  Шем), Евер (др.-евр.: אבר  Эбер) и три брата — Анер (др.-евр.: אנר  Aner), Эшкол (אשכול  Eshcol) и Мамре, но также и ханаанские цари с их свитами.
Значительное место занимает отсутствующее в Танахе / Библии  перечисление тех заповедей, которые были переданы патриархам Шемом и Эбером; очень живо передана жизнь сына патриарха Иакова -  Иосифа.
В связи с благословениями, которые патриарх Иаков дал перед смертью своим сыновьям, автор описывает кровавые столкновения между царями ханаанскими и сыновьями Иакова из-за обиды, нанесённой Дине  (др.-евр. דינה), окончившиеся победой Израиля.
Много легенд вставлено в рассказ ο пребывания евреев в Египте и исходе, таким образом "заполняется" пробел, который ощущается в библейском рассказе об этом времени; приводится подробная песня Иисуса Навина, которая только в нескольких словах дана в библейской Книге Иисуса Навина -  Нав. 10:13.

## История

### Венецианское издание
В Венеции в 1625 году вышло в свет издание, которое сопровождалось предисловием и дополнительным предисловием публикатора. Публикатор, раввин Йосэф Бен Шмуэль а-Катан  объявлял, что источником книги является принадлежавший его отцу экземпляр неизвестной старой рукописи, вывезенный им из Марокко в Италию в 1613 году. Анонимный автор предисловия заявлял, что исходная рукопись была спасена из Иерусалима во время разрушения Второго Храма, попала оттуда в Испанию, а спустя многое время — в Неаполь, что при подготовке её к печати использовалась дюжина экземпляров рукописи, и что название «Сефер ха-Яшар» (ивр. ספר הישר‎) выбрано им для не имеющей заглавия рукописи, поскольку история излагается в ней в прямом порядке. Основной текст был снабжен заголовком:
«Это книга истории Адама…» («Толдот Адам»). Анонимное предисловие считается сборником легенд, предисловие издателя оценивается исследователями, как достоверное.

Хотя в анонимном предисловии не делалось прямых попыток заявить претензию на соответствие библейской книге, однако и содержание предисловия, и строение самого текста, по мнению исследователей, показывают наличие такого замысла. Сохранились крайне резкие высказывания раввина, жившего в семнадцатом веке  Леоне да Модена, ставящие эту книгу в контекст «фальшивого авторства»; учитывая, что да Модена входил в цензурный комитет Венеции, вполне возможно, что прямое отождествление с библейской книгой содержалось в тексте, но было снято по его требованию. Хотя относительно этой книги существовали несколько версий отождествления её с другими сочинениями, и предисловия к некоторым переизданиям поддерживают версию о древней рукописи времен Второго Храма, практически никто не считал её оригинальной библейской книгой.
Последующие издания как правило, включали в себя анонимное предисловие, но не предисловие Yosèf ben Samuel.

### Первоиздание
Венецианское издание 1625 года является первым сохранившимся изданием, обстоятельства выхода которого в свет достоверно известны. Большинством исследователей оно называется самым первым изданием книги. Последующие издания по существу являются его переизданиями.
Однако существуют версии о другом месте или времени первоиздания. Так, согласно еврейскому историку Леопольду Цунцу, первое издание появилось в Неаполе в 1552 или 1613 году; «Jewish Encyclopedia» включает в список изданий Неаполь 1552 г. ; в некоторых источниках это издание упоминается как легендарное. В первом издание английского перевода, сделанном в Нью-Йорке в 1840 году, исходный текст упоминался, как венецианское издание 1613 года. Возможно, источником информации о этих годах и местах первоиздания является интерпретация двух предисловий издания 1625 года. Существует также упоминание о пражском издании 1625 года.

### Время и место написания
О времени, а также месте составления этой книги существует множество версий. Существуют также некоторые версии авторства, но ни одна из них не получила широкого распространения, обычно сочинение называется анонимным.
Существует версия, относящая сочинение к X или даже IX веку, при этом предполагается, что именно к нему относится упоминание одним из величайших комментаторов Танаха Рамбаном «в целом верной» книги под названием «Война сыновей Яакова»; авторство при этом приписывается полумифическому раввину Иосифу бен-Гориону, известному как автор хроники Йосифон
Существует средневековое сочинение на философские и этические темы под тем же названием, впервые упомянутое в первой половине XIII веке.
Авторство обеих книг остается неизвестным; оно часто приписывалось тосафисту XII века из Франции Рабейну Таму, который написал книгу с таким же названием (издана в Вене, 1811), однако касающуюся галахических вопросов, иногда — его ученикам
Историк Леопольд Цунц считал текст написанным в Испании в XI или XII веке. Авторы "Еврейской энциклопедии" («Jewish Encyclopedia») считают местом создания текста  Южную Италию, при этом предположений о времени написания не высказывается.
Большинство современных исследователей датируют текст концом XV века, либо XVI веком, считая автора анонимного предисловия автором всего текста.
Современный исследователь еврейского мистицизма Joseph Dan считает, что книга была создана в Италии, возможно её автор, либо его родители были евреями, изгнанными из Испании в 1492 году. Некоторые исследователи отмечают, что корни этого произведения могут отстоять на несколько столетий от времени публикации.

## Последующие издания и переводы
Со времен своего издания книга приобрела заметную популярность, из ряда существующих под тем же названием книг став самой известной. Только к началу XX века книга издавалась около 20 раз, к настоящему времени существует более 30 изданий только на иврите.
В 1674 г. в Франкфурте-на-Майне был издан перевод на идиш.
В XVIII веке в Лейпциге издан перевод на латынь лат. Dissertatio de Libro Recti теолога Johann Georg Abicht.
Существует перевод Книги Праведного на ладино.
1840 в Нью-Йорке вышел английский перевод мидраша. Книга была озаглавлена «The Book of Jasher: Referred to in Joshua and Second Samuel», издатель M.M. Noah и анонимный переводчик (возможно — некто Самуил из Ливерпуля) создавали впечатление, что исходный текст является упоминаемой в Библии «Книгой Праведного». Широкое распространение получило переиздание этой книги, сделанное в 1887 году в Солт-Лейк-Сити членами Церкви Иисуса Христа последних дней - мормонами.
Существует ещё один перевод на английский язык, сделанный американским реформистским раввином Dr. Edward B.M. Browne и опубликованный в Нью-Йорке в 1876 году.
«Еврейская энциклопедия Брокгауза и Ефрона» и её основа — «Jewish Encyclopedia» называют лондонское издание книги "The Book of Jasher" XVIII века (т. н. Pseudo-Jasher) переводом «Сефер га-Яшар», однако этот текст имел лишь некоторые пересечения с мидрашем ספר הישר‎.
При появлении в 1828 году в газетах сообщений о выходе в Англии перевода библейской «Книги праведного» (переиздания Pseudo-Jasher), а затем сообщений некоего "Самуила из Ливерпуля" о работе над переводом книги под тем же названием (возможно, речь о работе над переводом мидраша, изданным в Нью-Йорке в 1840 году), Леопольд Цунц объявил, что в обоих случаях дело идёт ο средневековом мидраше.
В 1982 году в Иерусалиме вышло академическое издание на иврите под редакцией израильского исследователя еврейского мистицизма Йосэфа Дана (Joseph Dan).

### Переводы на русский язык
Доступны:
- Книга Праведного — перевод, как утверждается, с Нью-Йоркского издания 1840 года (либо перепечатки Salt Lake City: J.H. Parry Ко, 1887), переводчик не указан, информация об издании перевода не указана
  - на сайте new.pdfm.ru[26].
  - на сайте vreke.com[27]
- Книга Яшера (Праведного) — перевод Breanainn с неуказанного издания, информация об издании перевода не указана, только Главы 1-13, на сайте nordxp.3dn.ru[28].
- В ютубе выложено чтение русского перевода "Книги Праведного": https://www.youtube.com/watch?v=3kGgQB6JVoU&list=PLV2q7oTbsIkKxDseCWawpIFqUluB5_VkX

## Написания имён в русскоязычных переводах
В переводе Breanainn с неуказанного источника текста:
- Потомков Каина:
  - Енох (сын Каина) указан как Хенок[29]
  - Ирад (сын Еноха) указан как Ирад;
  - Мехиаель (сын Ирада) указан как Мехуиэл;
  - Мафусал (сын Мехиаеля) указан как Матушел[30].
  - Ламех (сын Мафусала, сына Мехиаеля) — не упоминается.
- Потомков Сифа, указаного как Шет[31]:
  - Енос (сын Сифа) указан как Анош[32].
  - Каинан (сын Еноса) указан как Каинан[33]
  - Малелеил (сын Каинана) указан как Малелеэл[34]
  - Иаред (сын Малелеила) указан как Йаред
  - Енох (сын Иареда) указан как Хенок[35]
  - Мафусал (сын Еноха) указан как Матушлах[36]
  - Ламех (сын Мафусала, сына Еноха) указан как Ламек[37]
  - Ной (сын Ламеха, сын Мафусала, сына Еноха) указан как Ноах и Менахем[38]  (др.-евр. - "Утешитель")

В неидентифицированном переводе на сайте vreke.com:
- Потомков Каина:
  - Енох (сын Каина) указан как Енох[39]
- Потомков Сифа:
  - Ламех (сын Мафусала, сына Еноха) указан как Ламех[40]

В переводе (не указанного переводчика) с перевода на английский Моисея Самуэля:
- Потомков Каина:
  - Енох (сын Каина) указан как Енох[41]

- Потомков Сифа    (др.-евр.: Шет):
  - Ламех (сын Мафусала, сына Еноха) указан как Ламех[42]
  - Ной (сын Ламеха, сын Мафусала, сына Еноха) указан как Ной и Менахем (др.-евр. - "Утешитель"[43]: см.: Библия, Бытие, 5: 28 - 30).